# Кліттен
Кліттен (нім. Klitten) — громада у Німеччині, у землі Саксонія. Підпорядковується адміністративному округу Дрезден. Входить до складу району Герліц. Підпорядковується управлінню Боксберг/Верхня Лужиця.
Населення — 526 осіб (на 31 грудня 2008). Площа — 5,289 км².
Офіційною мовою в населеному пункті, крім німецької, є верхньолужицька .